# Реп'яшка
Реп'яшка — річка в Україні у Білоцерківського районі Київської області. Ліва притока річки Хороброї (басейн Дніпра).

## Опис
Довжина річки приблизно 7,19 км, найкоротша відстань між витоком і гирлом — 6,49  км, коефіцієнт звивистості річки — 1,11 . Формується декількома струмками та загатами.

## Розташування
Бере початок на південно-східній стороні від села Дібрівка. Тече переважно на південний схід через села Гуту (колишнє Гута-Дмитренська) та Дмитренки і впадає у річку Хоробру, праву притоку річки Росі.

## Цікаві факти
- На річці існують природне джерело, газгольдер та декілька газових свердловин[4].